# Русановские сады
Руса́новские сады́ (укр. Русанівські сади) — дачный массив на левом берегу Днепра в Днепровском районе города Киева. Возник в 1957 году на основании соответствующего постановления исполкома киевского горсовета. 
Массив граничит на востоке и севере с железной дорогой Киев-Днепровский — Почайна, на ближнем западе с урочищем Горбачиха, на юге — с Левобережным массивом. 
Строительство Подольско-Воскресенского моста, выход которого сейчас планируется на улице Сулеймана Стальского, приведёт, как считается, к сносу 288 садовых участков. По этому мосту будет проложена Подольско-Вигуровская линия Киевского метрополитена.
В настоящее время ближайшей станцией метрополитена является «Левобережная».
Главная улица — Центральна Садова.